# Ourossogui

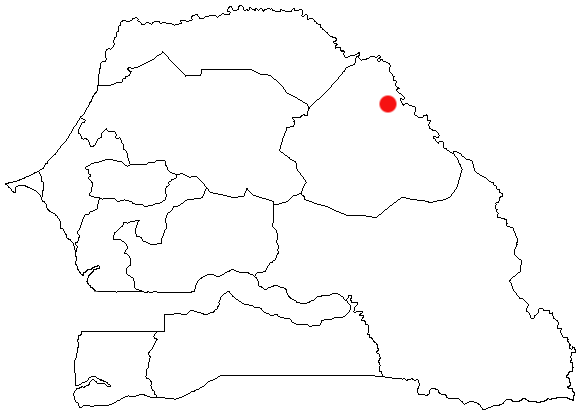
Ourossoguis läge i Senegal.

Ourossogui är en stad i nordöstra Senegal. Den ligger i regionen Matam och hade 15 654 invånare vid folkräkningen 2013.